# Let Your Spirit Fly
Let Your Spirit Fly är en sång skriven av Ola Höglund och Anders Dannvik. Den framfördes av Pernilla Wahlgren och Jan Johansen i Melodifestivalen 2003. Låten nådde andra plats i finalen i Globen i Stockholm. 
"Let Your Spirit Fly" släpptes som singel 2003, och låg som högst på 10:e plats på svenska singellistan. Den 27 april 2003 gick melodin in på Svensktoppen , där den först var femteplacerad. Den 29 juni 2003 var den utslagen därifrån . Sammanlagt låg den 9 veckor på Svensktoppen .
En ryskspråkig version av "Let Your Spirit Fly" spelades in av Philip Kirkorov och Angelica Agurbash.

## Listplaceringar
| Lista (2003) | Topplacering |
| ------------ | ------------ |
| Sverige      | 10           |